# Calamosaurus
Calamosaurus is een vleesetend geslacht van theropode dinosauriërs behorend tot de groep van de Coelurosauria, dat tijdens het vroege Krijt leefde in het gebied van het huidige Engeland. De typesoort is Calamosaurus foxi.

## Naamgeving
In 1889 was de Britse paleontoloog Richard Lydekker bezig met het catalogiseren van de Fox Collection, een verzameling beenderen door het British Museum of Natural History verworven uit de nalatenschap van de in 1881 overleden dominee William Darwin Fox. Lydekker wist dat Fox in een anonieme publicatie uit 1866 een aantal beenderen benoemd had als Calamospondylus. De benoeming was echter niet vergezeld gegaan van een voldoende beschrijving en de naam was hierdoor een nomen nudum gebleven. Lydekker besloot alsnog een holotype te beschrijven zodat de naam geldig zou worden en die te combineren met een soortaanduiding die Fox eerde, zodat de soortnaam Calamospondylus Foxii werd. In 1891 realiseerde Lydekker zich echter dat hij door de verwarrende documentatie van Fox weleens andere botten de naam Calamospondylus zou hebben kunnen gegeven dan Fox zelf. Hierom benoemde hij een apart geslacht voor de in 1889 beschreven resten: Calamosaurus, wat de soortnaam Calamosaurus Foxii maakte. Calamospondylus was afgeleid geweest van het Klassiek Griekse kalamos, "schrijfstift", een verwijzing naar de stiftvormige bouw van sommige werveluitsteeksels. Omdat kalamos meer oorspronkelijk "riet" betekent, wordt de naam Calamosaurus ook wel als "rietsauriër" geïnterpreteerd. Tegenwoordig wordt vaak de geëmendeerde soortnaam Calamosaurus foxi gebruikt, dus niet afgeleid van een gelatiniseerd "Foxius" en met een soortaanduiding zonder hoofdletter.
Later is wel aangenomen dat Calamosaurus toch aan Calamospondylus identiek zou zijn maar recent onderzoek heeft uitgewezen dat Lydekker zich in tweede instantie niet vergist heeft en het inderdaad om andere fossielen gaat. Sommige onderzoekers beschouwen de soort als een nomen dubium maar volgens anderen zijn er voldoende onderscheidende kenmerken te ontdekken om van een geldige naam te kunnen spreken.

## Fossiel materiaal en beschrijving
Het holotype, BMNH R901, bestaat uit twee voorste halswervels vermoedelijk op Wight gevonden in het vroege Barremien van de Wessexformatie, ongeveer 128 miljoen jaar oud. De botten tonen de typische bruine verkleuring die kenmerkend is voor de lagen op Wight. Lydekker wees, op suggestie van Othniel Charles Marsh, ook voorlopig een scheenbeen, BMNH R186, aan de soort toe maar daarvan wordt tegenwoordig aangenomen dat het om een andere soort gaat, wellicht een lid van de Compsognathidae. In ieder geval hoort het met een lengte van nog geen zestien centimeter aan een veel kleinere vorm toe, zoals Lydekker reeds besefte.
De twee wervels zijn opeenvolgend. Hun afzonderlijke lengte is ongeveer vier centimeter. De voorste en achterste werveluitsteeksels, de zygapofysen, zijn goed ontwikkeld. De voorste hebben naar boven en midden gerichte gewrichtsfacetten; bij de achterste zijn die naar beneden en buiten gericht. De zijuitsteeksels, de diapofysen, hebben een vierkante doorsnede, een mogelijke autapomorfie, unieke afgeleide eigenschap. Epipofysen ontbreken. Op de wervelboog zijn zowel vooraan, middenin als achteraan zijdelingse uithollingen, die hoger liggen dan het wervelkanaal. De gewrichtsvlakken van de wervels zijn zodanig afgeschuind dat de onderste rand van de achterzijde lager ligt dan die van de voorzijde. Het bot van de wervels is sterk gepneumatiseerd, doortrokken van luchtholten, een teken dat Calamosaurus warmbloedig was en misschien een primitief verenkleed bezat.
Calamosaurus heeft een lengte van drie à vier meter. De bouw van de halswervels wijst op een vrij kleine schedel wat weer een aanpassing zou kunnen zijn aan het bejagen van kleinere prooidieren.

## Fylogenie
Lydekker bracht Calamosaurus onder bij de Coeluridae. Deze indeling zou tot in de jaren zeventig gebruikelijk blijven. Tegenwoordig wordt begrepen dat de coeluriden slechts een verzameling niet bijzonder verwante kleine theropoden zijn. Naar huidige inzichten is Calamosaurus in ieder geval een basaal lid van de Coelurosauria. Volgens Darren Naish is het meer bepaaldelijk een basaal lid van de Tyrannosauroidea.